# Etica privind inteligența artificială
Etica privind inteligența artificială este o parte a eticii tehnologiei specifică roboților și altor ființe cu inteligență artificială. Acest domeniu este de obicei împărțit în etica roboților și etica mașinilor. Etica roboților (sau roboetica) este un motiv de îngrijorare în ceea ce privește comportamentul moral al oamenilor în timp ce proiectează, construiesc, utilizează și interacționează cu ființe inteligente artificiale.
Termenul de roboetică (din alăturarea cuvintelor robotică și etică; în italiană roboetica) a fost inventat de Gianmarco Veruggio în 2002.